# MED28
MED28 (англ. Mediator complex subunit 28) – білок, який кодується однойменним геном, розташованим у людей на короткому плечі 4-ї хромосоми.  Довжина поліпептидного ланцюга білка становить 178 амінокислот, а молекулярна маса — 19 520.
| 10         |  | 20         |  | 30         |  | 40         |  | 50         |
| ---------- |  | ---------- |  | ---------- |  | ---------- |  | ---------- |
| MAAPLGGMFS |  | GQPPGPPQAP |  | PGLPGQASLL |  | QAAPGAPRPS |  | SSTLVDELES |
| SFEACFASLV |  | SQDYVNGTDQ |  | EEIRTGVDQC |  | IQKFLDIARQ |  | TECFFLQKRL |
| QLSVQKPEQV |  | IKEDVSELRN |  | ELQRKDALVQ |  | KHLTKLRHWQ |  | QVLEDINVQH |
| KKPADIPQGS |  | LAYLEQASAN |  | IPAPLKPT   |  |            |  |            |

A: Аланін

C: Цистеїн

D: Аспарагінова кислота

E: Глутамінова кислота

F: Фенілаланін

G: Гліцин

H: Гістидин

I: Ізолейцин

K: Лізин

L: Лейцин

M: Метіонін

N: Аспарагін

P: Пролін

Q: Глутамін

R: Аргінін

S: Серин

T: Треонін

V: Валін

W: Триптофан

Кодований геном білок за функцією належить до активаторів. 
Задіяний у таких біологічних процесах як транскрипція, регуляція транскрипції. 
Білок має сайт для зв'язування з молекулою актину. 
Локалізований у цитоплазмі, ядрі, мембрані.